# 张雅英
张雅英（1964年—），黑龙江密山人，汉族，中华人民共和国政治人物、第十一届全国人民代表大会黑龙江地区代表。
毕业于辽宁师范大学教育管理专业，是中共党员。担任黑龙江省牡丹江市职业教育中心学校校长。2008年起担任全国人大代表。